# ジェニファー・クラック
ジェニファー・アリス・クラック（ 1947年11月3日 - 2020年3月26日）は、イギリスの進化生物学者、古生物学者。アカントステガの化石を発見し、地球上でどのような過程で魚から四肢動物が生まれたかの研究をしたことで知られている。日本でも2004年にNHKが制作したドキュメンタリーシリーズ・地球大進化の第3作にも出演して注目を集めた。

## 未歴
1947年11月3日生まれ。一人っ子。マンチェスターで育った。
ボストン大学で理学士の学位を取得し、1970年にニューカッスルアポンタイン大学で動物学の博士号を受けた。
1980年に結婚。
1987年にグリーンランドでアカンソステガの化石を発見。彼女が発見したアカンソステガの化石は完全な形で残る世界唯一のアカンソステガの化石である。
2000年にケンブリッジ大学で博士号取得。
2004年のNHKスペシャルのシリーズ・地球大進化の第3作「大海からの離脱〜そして手が生まれた〜」に出演し、日本でも注目集めた。
2006年にケンブリッジ大学の教授となり、2015年に引退した。
2020年3月26日、子宮体癌のため死去。72歳没